# Ким Ћелстрем
Ким Микаел Ћелстрем (швед. Kim Mikael Källström; 24. август 1982) бивши је шведски фудбалер који је играо на позицији везног играча.

## Клупска каријера
Професионалну каријеру почео је у Хекену где је прве сезоне у клубу изборио пласман у Прву лигу Шведске. Иако је Хекен наредне сезоне поново испао у нижу лигу, Ћелстрем је био један од запаженијих играча, па је потписао уговор са Јургорденом. Тамо је освојио два пута лигу и један куп и постигао укупно 31 гол у свим такмичењима. Потом је провео 2,5 сезоне у Рену. У јуну 2006. је прешао у Лион и од прве сезоне постао стандардни првотимац бележивши сваке сезоне најмање 30 утакмица у Првој лиги Француске. Први лигашки гол за Лион постигао је против Марсеља. Са Лионом је укупно освојио шест трофеја.
Дана 28. јула 2012. године Ћелстрем је потписао уговор са Спартаком. Дебитовао је 15. септембра против Кубања, а две недеље касније је постигао први гол против Амкара. Дана 31. јануара 2014. године постигао је договор са Арсеналом о позајмици до краја сезоне.
Ћелстрем је након повратка у Спартак одиграо још једну сезону у руском клубу, а до краја каријере играо је још за Грасхопер, а 2017. се вратио у Јургорден у којем је завршио каријеру.

## Успеси

### Клупски
Јургорден
- Прва лига Шведске: 2002, 2003.
- Куп Шведске: 2002.

Лион
- Прва лига Француске: 2006/07, 2007/08.
- Куп Француске: 2007/08, 2011/12.
- Суперкуп Француске: 2006, 2007.

Арсенал
- ФА куп: 2013/14.

### Индивидуални
- Најбољи шведски везни играч године: 2009, 2011, 2012.
- Шведски гол године: 2011.
- Играч месеца Прве лиге Шведске: септембар 2017.